# 江嶌猛
江嶌 猛（えじま たけし、1970年4月26日 - ）は、愛知県豊田市出身の元バスケットボール選手。
現役時代のポジションはフォワード。
清水ナショナルトレーニングセンター・J－STEP、静岡市清水庵原球場、草薙総合運動場勤務を経て、駿府城公園管理事務所所長。  

## 来歴
東海工業高校（現・愛知産業大学工業高等学校）から筑波大学を経て、トヨタ自動車に入社。
2001年、退社。
2003年、静岡国体に出場し準優勝。その後は選手兼コーチとして活動。

## 経歴
- 東海工業高校
- 筑波大学
- トヨタ自動車（1993年 - 2001年）